# Enzo Mezzapesa
Pour les articles homonymes, voir Mezzapesa.
Enzo Mezzapesa (né le 18 mai 1962 à Differdange,) est un coureur cycliste luxembourgeois. Professionnel de 1986 à 1988, il est devenu champion national sur route à quatre reprises.

## Palmarès
- 1982
  - 2e du championnat du Luxembourg sur route amateurs
- 1983
  - 2e du championnat du Luxembourg sur route amateurs
- 1984
  - 2e du championnat du Luxembourg sur route amateurs
- 1986
  -  Champion du Luxembourg sur route
  - Grand Prix des Artisans de Manternach
- 1987
  -  Champion du Luxembourg sur route
- 1988
  -  Champion du Luxembourg sur route
- 1996
  -  Champion du Luxembourg sur route
- 1997
  - 3e du championnat du Luxembourg sur route